# Anto Ćorlukić
Anto Ćorlukić (Vrhovi, Derventa, 21. kolovoza 1932.), hrvatski pripovjedač, romanopisac, dramski pisac.  
Pučku školu i prvi razred niže gimnazije završio kod časnih sestara u Tuzli. Ostatak niže gimnazije, te Učiteljsku školu završava u Derventi. Studira izvanredno povijest, fiziku i tehničku kulturu na VPŠ Sarajevo, diplomira politehniku u Zrenjaninu. Učiteljevao u selima oko Dervente, Maglaja, Zenice, tehničko obrazovanje predavao u Maglaju i Zenici. 

## Djela
Tko će suditi Editi L. (novelete, 1986.), Ukopnica (drama, 1989.), Novelete (1995.), Slani put (roman, 1999.).